# 무도에의 권유
《무도에의 권유 내림 라장조 작품번호 65》(Invitation to the Dance, Aufforderung zum Tanz)는 카를 마리아 폰 베버가 1819년에 작곡한 작품이다.
원래는 피아노 독주용의 곡이지만, 지금은 오히려 엑토르 베를리오즈가 관현악으로 편곡한 형식으로 나타나고 있다. 피아노곡으로서는 베버 특유의 화려한 기교가 잘 발휘되고 있다.  음악은 한 사람의 신사가 귀부인을 무도회로 권유하는 조용한 서주(序奏)로 시작되고, 이윽고 화려한 무도가 펼쳐진다. 결미는 신사의 감사의 말, 대답, 퇴장으로 된다.